# Palu
Palu ist die Hauptstadt der indonesischen Provinz Zentralsulawesi (Sulawesi Tengah). Als autonome Stadt (indonesisch Kota) ist sie mit den Kabupaten gleichberechtigt.

## Geographie
Die Stadt ist die kleinste Untereinheit (Verwaltungsebene 2) der Provinz und beansprucht 0,58 Prozent des Territoriums von dieser. In der Region (Insel Sulawesi) ist sie die größte Stadt, landesweit belegt sie von den 94 autonomen Städten (die 5 Kotas von Jakarta wurden als eine Einheit gewertet) Rang 18.

### Lage und Ausdehnung
Die Stadt befindet sich an der Westküste des nördlichen Sulawesis (ehemals Celebes), ca. 1500 Kilometer von der indonesischen Hauptstadt Jakarta entfernt. Hier mündet der Fluss Palu in die zur Straße von Makassar gehörenden Bucht von Palu. Das durch den Fluss gebildete Palu-Tal ist mit weniger als 600 mm durchschnittlichem Jahresniederschlag eine der trockensten Regionen Indonesiens. Durch Bucht und Flusstal verläuft die Palu-Koro-Verwerfung, eine Transformstörung.
Im Norden grenzt der nördliche Teil des Kabupaten Donggala, im Osten Parigi Moutong, im Süden Sigi sowie im Westen der südliche Teil des Kabupaten Donggala, eingeschnitten durch die Bucht von Palu. Die Stadt ist zu zwei Dritteln bewaldet.

### Grenzpunkte
Die Stadt liegt südlich des Äquators und hat folgende äußere Grenzpunkte:
| Richtung | Kode            | Kec.           | Kelurahan        | Koordinaten         |
| -------- | --------------- | -------------- | ---------------- | ------------------- |
| N        | 72.71.07.100200 | Tawaeli        | Pantoloan Baya00 | 00°39′03,62″ n. Br. |
| O        | 72.71.08.1006   | Mantikulore    | Poboya           | 120°02′33,39″ ö. L. |
| S        | 72.71.03.1003   | Palu Selatan00 | Petobo           | 00°56′50,84″ s. Br. |
| W        | 72.71.05.1001   | Ulujadi        | Buluri           | 119°45′26,21″ ö. L. |

### Klima und Wetter
In der Stadt herrscht wie im übrigen Indonesien tropisches Regenwaldklima (feuchttropisches Klima), es gibt eine trockene Jahreszeit und die Regenzeit mit fließenden Übergängen.
|                        | Jan  | Feb  | Mär  | Apr  | Mai  | Jun  | Jul  | Aug  | Sep  | Okt  | Nov   | Dez  |   |      |
| Mittl. Temperatur (°C) | 28,8 | 29,4 | 28,2 | 28,5 | 28,7 | 27,3 | 28,8 | 29,4 | 28,2 | 28,5 | 28,7  | 27,3 | ⌀ | 28,5 |
| Mittl. Tagesmax. (°C)  | 34,1 | 33,4 | 34,1 | 34,1 | 33,4 | 34,1 | 34,1 | 34,0 | 32,5 | 31,6 | 32,9  | 31,9 | ⌀ | 33,3 |
| Mittl. Tagesmin. (°C)  | 23,3 | 22,9 | 24,4 | 24,0 | 23,9 | 22,4 | 23,3 | 22,9 | 24,4 | 24,0 | 23,9  | 22,4 | ⌀ | 23,5 |
|                        |      |      |      |      |      |      |      |      |      |      |       |      |   |      |
| Niederschlag (mm)      | 24,0 | 40,0 | 40,0 | 31,0 | 24,0 | 40,0 | 40,0 | 31,0 | 20,0 | 67,0 | 141,0 | 47,0 | Σ | 545  |
|                        |      |      |      |      |      |      |      |      |      |      |       |      |   |      |
| Sonnenstunden (h/d)    | 7,6  | 7,9  | 7,3  | 8,8  | 15,4 | 6,4  | 7,6  | 8,8  | 6,5  | 7,9  | 7,6   | 7,9  | ⌀ | 8,3  |
|                        |      |      |      |      |      |      |      |      |      |      |       |      |   |      |
| Regentage (d)          | 6    | 12   | 10   | 14   | 15   | 6    | 12   | 10   | 14   | 15   | 21    | 25   | Σ | 160  |
|                        |      |      |      |      |      |      |      |      |      |      |       |      |   |      |
| Luftfeuchtigkeit (%)   | 72,0 | 71,1 | 75,8 | 74,9 | 77,3 | 80,8 | 83,8 | 78,4 | 82,6 | 78,7 | 77,4  | 72,6 | ⌀ | 77,1 |

| 23,3 |

| 22,9 |

| 24,4 |

| 24,0 |

| 23,9 |

| 22,4 |

| 23,3 |

| 22,9 |

| 24,4 |

| 24,0 |

| 23,9 |

| 22,4 |

| 23,3 |

| 22,9 |

| 24,4 |

| 24,0 |

| 23,9 |

| 22,4 |

| 23,3 |

| 22,9 |

| 24,4 |

| 24,0 |

| 23,9 |

| 22,4 |

## Verwaltungsgliederung
Die Stadt Palu gliedert sich in acht Distrikte (indonesisch Kecamatan) mit 46 städtisch geprägten Dörfern (indonesisch Keclurahan). Sie unterteilen sich weiter in 203 Rukun Warga (RW; 2020 noch 289) und 1089 Rukun Tetangga (RT; 2020 nur 1030).

Die Lage der Kecamatan in der Stadt

| Code 1)  | Kecamatan Distrikt | Ibukota Verwaltungssitz | Fläche (km²) | Einw. Zensus 2010 2) | Volkszählung 2020 3) | Volkszählung 2020 3) | Volkszählung 2020 3) | Kelurahan |
| Code 1)  | Kecamatan Distrikt | Ibukota Verwaltungssitz | Fläche (km²) | Einw. Zensus 2010 2) | Einw. 3)             | 0Dichte 4)0          | Sex Ratio 5)         | Kelurahan |
| -------- | ------------------ | ----------------------- | ------------ | -------------------- | -------------------- | -------------------- | -------------------- | --------- |
| 72.71.01 | Palu Timur         | Besusu Barat            | 7,71         | 75.967               | 43.318               | 5.618,4              | 97,74                | 5         |
| 72.71.02 | Palu Barat         | Lere                    | 8,28         | 98.739               | 46.435               | 5.608,1              | 101,80               | 6         |
| 72.71.03 | Palu Selatan       | Birobuli Utara          | 27,38        | 122.752              | 72.059               | 2.631,8              | 100,78               | 5         |
| 72.71.04 | Palu Utara         | Amboro                  | 29,94        | 39.074               | 24.458               | 816,9                | 101,43               | 5         |
| 72.71.05 | Ulujadi            | Tipo                    | 40,25        | –00                  | 35.055               | 870,9                | 102,10               | 6         |
| 72.71.06 | Tatanga            | Pengawu                 | 14,95        | –00                  | 52.580               | 3.517,1              | 101,39               | 6         |
| 72.71.07 | Tawaeli            | Lambara                 | 59,75        | –00                  | 22.568               | 377,7                | 104,94               | 5         |
| 72.71.08 | Mantikulore        | Talise                  | 206,80       | –00                  | 76.745               | 371,1                | 99,78                | 8         |
| 72.71    | Kota Palu          | Kota Palu               | 395,06       | 336.532              | 373.218              | 944,7                | 100,84               | 46        |

## Demographie

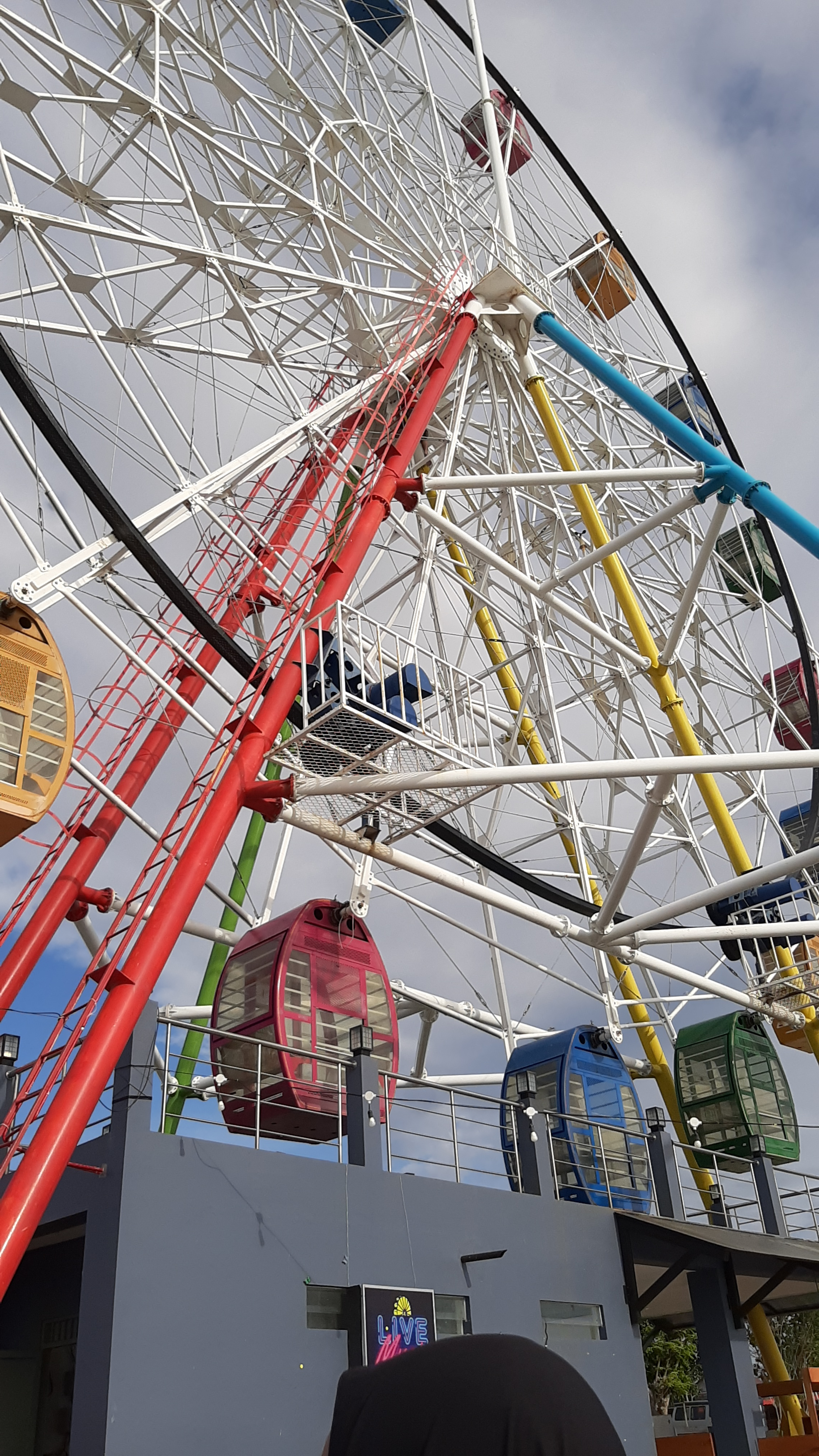
Riesenrads im Citraland Vergnügungspark

Die Bevölkerung ist ethnisch sehr heterogen. Neben Ethnien aus der Region, wie Bugis, Gorontalo, Manado, Kaili, Toraja und Mandar leben hier Javaner, Araber und Chinesen. Neben indonesisch wird in der Stadt hauptsächlich Kaili gesprochen, daneben auch Bugis.
Palu ist nach dem Kabupaten Parigi Moutong die zweitbevölkerungsreichste Untereinheit der Provinz. Innerhalb der Insel Sulawesi ist sie dir drittbevölkerungsreichjste Kota, landesweit auf Platz 35 (von 94). Mit der Bevölkerungsdichte von 1109,3 Einw. je km² wird landesweit region Platz 7 (von 11) und landesweit Platz 72 (von 94) erreicht (Angaben von 2024).
Angaben über die Verteilung der Religionen liegen nicht vor, lediglich über die Anzahl der im Jahr 2020 religiös genutzten Gebäude:
415 Moscheen und 89 kleine Gebetsräume (indonesisch Mushola), 108 Kirchen der Protestanten (54 im Distrikt Palu Selatan, 42 im Distrikt Palu Timur), 2 katholische Kirchen, 4 hinduistische Tempel (Pura) und 4 Vihara.

### Durchschnittswerte der administrativen Einheiten
Für das Jahr 2024 wurden folgende Durchschnittswerte für Einwohnerzahl und Fläche (km²) für die Kecamatan und die Kelurahan ermittelt.
|                 | Kab. Morowali0 | Kab. Morowali0 | Prov. SULTENG0 | Prov. SULTENG0 |
| Einw.           | Fläche         | Einw.          | Fläche         |                |
| --------------- | -------------- | -------------- | -------------- | -------------- |
| Pro Kecamatan   | 49.411         | 44,54          | 18.397         | 352,03         |
| Pro Kelurahan00 | 08.593         | 07,75          | 01.596         | 030,54         |

Die Tabelle weist die niedrigsten Durchschnittswerte innerhalb der Provinz für Einwohnerzahl und Fläche, dies gilt für Dörfer und Distrikte.

### Soziale Daten 2020

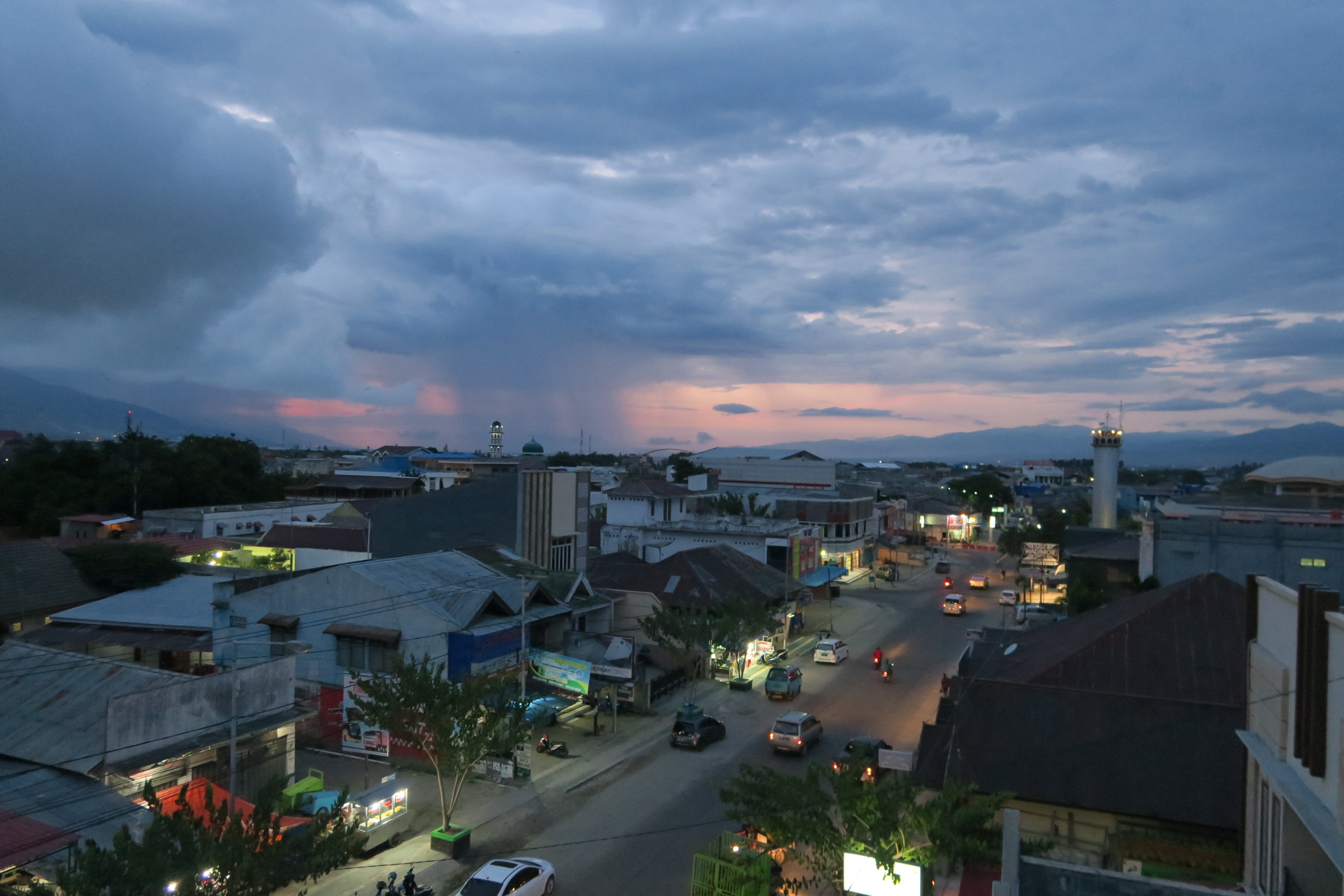
Blick von einem Hoteldach auf die Stadt (2016 aufgenommen)

| Merkmal                                                             | Kota Palu | 0Prov. Sulawesi Tengah0 |
| ------------------------------------------------------------------- | --------- | ----------------------- |
| Bevölkerung unterhalb der Armutsgrenze (Tsd.)00                     | 26,890    | 398,730                 |
| Anteil der „armen Bevölkerung“ (indonesisch Penduduk miskin) (%)000 | 6,800     | 12,920                  |
| Arbeitslosenrate (%)                                                | 8,380     | 3,180                   |
| Lebenserwartung bei der Geburt (Jahre)                              | 71,040    | 68,690                  |
| HDI-Index                                                           | 81,470    | 69,550                  |
| Analphabetenrate (in %, 15+ J.)                                     | 0,160     | 1,760                   |
| Anteil der Altersgruppen                                            | 0Real0    | 0Prozentual0            |
| Kinder (<15 J.)                                                     | 100.7640  | 27,000                  |
| arbeitsfähige Bevölkerung (15–64 J.)                                | 257.5900  | 69,020                  |
| Rentner und Pensionäre (>65 J.)                                     | 14.8640   | 3,980                   |

## Bevölkerungsfortschreibung nach Geschlecht
Die Tabelle gibt die durch die Zivilstandsbüros (Disdukcapil, indonesisch Dinas Kependudukan dan Pencatatan Sipil) veröffentlichten Fortschreibungsergebnisse zum Jahresende wieder.
| Jahr | Gesamt- Bevölkerung | Männer  | 00%00 | Frauen  | 00%00 | Sex Ratio 5) |
| 2016 | 362.778             | 183.193 | 50,50 | 179.585 | 49,50 | 102,01       |
| 2017 | 366.650             | 184.809 | 50,40 | 181.841 | 49,60 | 101,63       |
| 2018 | 369.614             | 186.021 | 50,33 | 183.593 | 49,67 | 101,32       |
| 2019 | 370.685             | 186.644 | 50,35 | 184.041 | 49,65 | 101,41       |
| 2020 | 372.113             | 187.025 | 50,26 | 185.088 | 49,74 | 101,05       |
| 2021 | 373.858             | 187.618 | 50,18 | 186.240 | 49,82 | 100,74       |
| 2022 | 378.764             | 189.808 | 50,11 | 188.956 | 49,89 | 100,45       |
| 2023 | 386.555             | 193.715 | 50,11 | 192.840 | 49,89 | 100,45       |
| 2024 | 395.291             | 198.226 | 50,15 | 197.065 | 49,85 | 100,59       |

### Aktuelle Daten der Bevölkerungsfortschreibung
Nachfolgende Tabelle gibt den Einwohnerstand nach Geschlecht zur Volkszählung 2020, zum Ende 2022 sowie zum Jahresende 2024 wieder. Beide letztere Daten resultieren aus den Ergebnissen der Fortschreibung durch die örtlichen Zivilstandsbüros (Disdukcapil, indonesisch Dinas Kependudukan dan Pencatatan Sipil). Der aktuelle Einwohnerstand kann jederzeit in einer interaktiven Karte abgerufen werden.

| Kecamatan    | Zensus 2020 | Zensus 2020 | Zensus 2020 | Ende 2022 | Ende 2024 | Ende 2024 | Ende 2024 | Fläche km² | Bevöl kerungs dichte | Sex Ratio 5) |
| Kecamatan    | Insg.       | männl.      | weibl.      | Ende 2022 | Insg.     | männl.    | weibl.    | Fläche km² | Bevöl kerungs dichte | Sex Ratio 5) |
| ------------ | ----------- | ----------- | ----------- | --------- | --------- | --------- | --------- | ---------- | -------------------- | ------------ |
| Palu Timur   | 43.318      | 21.411      | 21.907      | 43.643    | 45.069    | 22.344    | 22.725    | 6,28       | 7.181,17             | 98,32        |
| Palu Barat   | 46.435      | 23.425      | 23.010      | 46.737    | 47.364    | 23.749    | 23.615    | 7,00       | 6.765,32             | 100,57       |
| Palu Selatan | 72.059      | 36.169      | 35.890      | 73.426    | 73.295    | 36.459    | 36.836    | 20,53      | 3.570,66             | 98,98        |
| Palu Utara   | 24.458      | 12.316      | 12.142      | 25.021    | 25.986    | 13.118    | 12.868    | 27,14      | 957,62               | 101,94       |
| Ulujadi      | 35.055      | 17.710      | 17.345      | 36.088    | 37.924    | 19.066    | 18.858    | 41,25      | 919,37               | 101,10       |
| Tatanga      | 52.580      | 26.471      | 26.109      | 54.066    | 56.083    | 28.151    | 27.932    | 12,18      | 4.603,00             | 100,78       |
| Tawaeli      | 22.568      | 11.556      | 11.012      | 23.279    | 23.742    | 12.139    | 11.603    | 43,68      | 543,52               | 104,62       |
| Mantikulore  | 76.745      | 38.331      | 38.414      | 79.312    | 85.828    | 43.200    | 42.628    | 198,30     | 432,83               | 101,34       |
| Kota Palu    | 373.218     | 187.389     | 185.829     | 381.572   | 395.291   | 198.226   | 197.065   | 356,35     | 1.109,27             | 100,59       |

## Geschichte

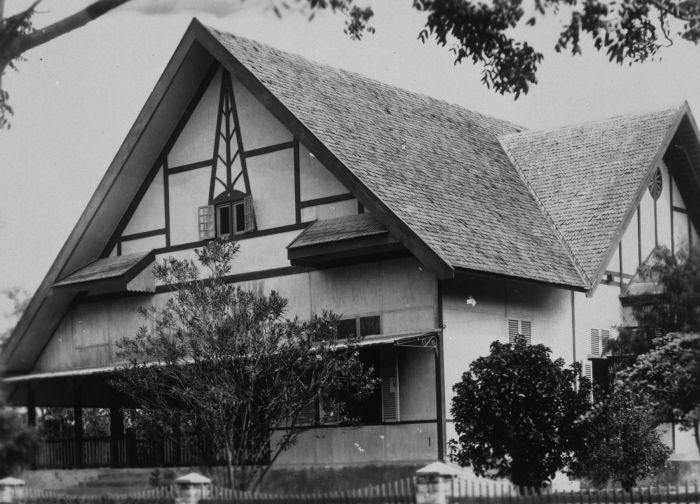
Haus des niederländischen Kontrolleurs in der Kolonialzeit (Anfang der 1930er Jahre)

Bereits im 17. Jahrhundert wurde von Palu als ein wichtiger Seehandelshafen berichtet. Palu war Sitz des gleichnamigen Königreichs. Unter niederländischer Kolonialherrschaft wurde das Reich in die Bezirke Palu, Sigi Dolo und Kuwali geteilt. Letztere beide gehören heute zum Regierungsbezirk Sigi. 1942 besetzten die Japaner die Stadt. 1964 wurde Palu Hauptstadt der neugegründeten Provinz Zentralsulawesi und 1978 zur direkt der Provinz untergeordneten Stadt (Kota).
Bereits 1927 und 1968 gab es nach Angaben der indonesischen Katastrophenschutzbehörde BNPB in Palu Tsunamis. Am 24. Januar 2005 kam es südöstlich von Palu zu einem Erdbeben der Stärke Mw 6,2 auf der Momenten-Magnituden-Skala. Ein Mensch starb, 177 Gebäude wurden beschädigt.
Die Region ist seit 1998 immer wieder Schauplatz von Unruhen zwischen Christen und Muslimen, bei denen bisher 2000 Menschen starben. Brennpunkt der Unruhen ist der östliche Nachbarbezirk Poso.

### Bombenanschlag Silvester 2005
Am Morgen des 31. Dezembers 2005 explodierte etwa um 7:35 Uhr Ortszeit eine mit Nägeln gefüllte Bombe auf dem belebten Markt von Palu, tötete acht Menschen und verletzte weitere 54. Die Polizei vermutet die radikal-islamische Organisation Jemaah Islamiyah hinter dem Anschlag. Der Markt wurde hauptsächlich von Christen besucht. Es ist der einzige Platz, an dem Schweinefleisch verkauft wird, das von den muslimischen Bewohnern aus religiösen Gründen abgelehnt wird. Eine zweite Bombe entschärfte die Polizei später. Die englischsprachige Zeitung The Jakarta Post berichtete in ihrer Onlineausgabe vom Neujahrstag von der Festnahme eines Verdächtigen durch die Sicherheitskräfte.

### Tsunami 2018
Am 28. September 2018 gab es ein Erdbeben der Stärke 7,5, dessen Epizentrum sich 80 Kilometer nördlich von Palu und dessen Herd sich 10 Kilometer unterhalb der Erdoberfläche befand.
Ein bis zu sechs Meter hoher Tsunami traf die Stadt. Durch Erdbeben und Tsunami kamen alleine in Palu 2141 Menschen ums Leben. Tausende Gebäude wurden zerstört, darunter das  Einkaufszentrum Mal Tatura Jala Emy Saelan, das achtstöckige Hotel Roa-Roa, das Anutapura-Krankenhaus und mehrere Moscheen. Obwohl das nationale Zentrum für Meteorologie und Geophysik wenige Minuten nach dem Erdbeben eine Tsunami-Warnung ausgegeben hatte, wurde die Bevölkerung nicht durch Sirenen vor der Gefahr gewarnt, wie es eigentlich geplant war.

### Verwaltungsgeschichte

Friedensdenkmal in Palu

1994 wurde die (seit 1978) bestehende Verwaltungsstadt (Kota Administratif) Palu in eine autonome Stadt (Kota) umgewandelt. Zu ihr kamen noch 8 (von 15) Dörfer des Kec. Tawaeli.

Im Jahr 2012 wurden die bestehenden vier Kecamatan weiter unterteilt. Grundlage hierfür war die Regionalverordnung Nr. 4 des Jahres 2012 (PERDA → Peraturan Daerah Kota Palu Nomor 4 Tahun 2012):
- Bildung des Kec. Ulujadi aus 6 Kelurahan des Kec. Paulu Barat,
- Bildung des Kec. Tatanga aus jeweils 3 Kelurahan der Kec. Palu Barat und Palu Selatan,
- Bildung des Kec. Tawaeli aus 5 Kelurahan des Kec. Palu Utara sowie
- Bildung des Kec. Mantikulore aus 6 Kelurahan des Kec. Timur und einem Kelurahan aus dem Kec. Palu Selatan.[18]

## Infrastruktur

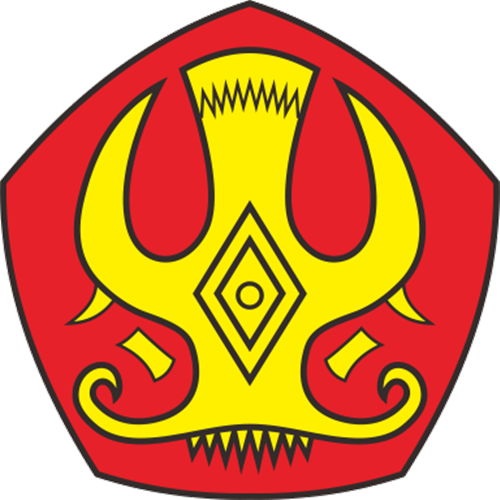
Logo der Universitas Tadulako

Wahrzeichen der Stadt war die 250 Meter lange und 20 Meter hohe Brücke Palu-Brücke IV (Jembatan Palu IV) über die Mündung des Flusses Palu. Das Bauwerk fiel 2018 dem Tsunami zum Opfer. Sie war die erste Bogenbrücke Indonesiens. Seit 2004 verbindet die Hängebrücke Jembatan Gantung die Distrikte Südpalu und Tatanga miteinander.
Palu verfügt über den Flughafen Mutiara mit Verbindungen unter anderem nach Makassar, Balikpapan auf Borneo, Luwuk und weiter nach Manado, Bali und Jakarta. Der Fährhafen befindet sich am Ostufer der Bucht, nördlich vom Stadtzentrum. Neben kleineren privaten Colleges ist in Palu die Universitas Tadulako ansässig, die eine Forschungskooperation mit zwei deutschen Universitäten unterhält.

## Tourismus
Etwa 40 km nordwestlich von Palu in Banawa (Regierungsbezirk Donggala), befindet sich die Tanjung Karang (deutsch „Korallenhalbinsel“), die unter Tauchtouristen bekannt ist. Zum südlich von Palu gelegenen Nationalpark Lore Lindu kann man von der Stadt aus Mehrtagesauflüge unternehmen.